# Communauté de communes du Clermontois
La communauté de communes du Clermontois, ou encore Pays du Clermontois est une communauté de communes française située dans le département de l'Oise et la région Hauts-de-France.

## Historique

### Le district urbain de Clermont (1960-2000)
Un district a été créé en 1960 par les communes de Clermont, Breuil-le-Sec, Breuil-le-Vert, Agnetz, et Fitz-James, le District Urbain de Clermont, en substitution d'une fusion de communes projetée dans les années 50.

### La communauté de communes (2000 à aujourd'hui)
La communauté de communes actuelle a été créée par un arrêté préfectoral du 27 décembre 1999 qui a pris effet le 1er janvier 2000, par transformation du district du clermontois.
Ansacq a rejoint l'intercommunalité en 2004 et Saint-Aubin-sous-Erquery avant 2010 
La commune de Bury, bien que souhaitant intégrer la communauté de communes du Pays de Thelle, a rejoint le Pays du Clermontois le 1er janvier 2013, ainsi que Catenoy et Mouy,.
Ansacq, après le changement municipal de 2014, se déclare insatisfaite de son rattachement à l'intercommunalité, jugée trop urbaine et qui ne lui aurait pas apporté les équipements espérés, et a souhaité rejoindre la communauté de communes Thelloise, ce qui s'est heurté dans un premier temps à l'opposition du Clermontois, craignant que ce départ ne facilite également celui de Bury, qui y avait été intégrée en 2013 contre son gré,. Fin 2021, les deux conseils communautaires ont agréé la demande, qui devrait permettre le transfert d'Ansacq à la communauté de communes Thelloise le 1er janvier 2022
.

## Territoire communautaire

### Géographie
Le territoire communautaire s'étend sur 18 communes situées au cœur du département de l’Oise, sur une surface de 147 km2. En 2013, elle comptait 36 959 habitants.

### Composition
La communauté de communes est composée des 18 communes suivantes :

| Nom                      | Code Insee | Gentilé            | Superficie (km2) | Population (dernière pop. légale) | Densité (hab./km2) |
| ------------------------ | ---------- | ------------------ | ---------------- | --------------------------------- | ------------------ |
| Clermont (siège)         | 60157      | Clermontois        | 5,81             | 10 704 (2022)                     | 1 842              |
| Agnetz                   | 60007      | Agnessois          | 12,94            | 3 060 (2022)                      | 236                |
| Breuil-le-Sec            | 60106      | Breuil-le-Secquois | 8,89             | 2 526 (2022)                      | 284                |
| Breuil-le-Vert           | 60107      | Brétuveliers       | 7,37             | 3 150 (2022)                      | 427                |
| Bury                     | 60116      | Burysiens          | 17,05            | 2 876 (2022)                      | 169                |
| Cambronne-lès-Clermont   | 60120      | Cambronnais        | 9,34             | 1 179 (2022)                      | 126                |
| Catenoy                  | 60130      | Catenoysiens       | 12,61            | 1 080 (2022)                      | 86                 |
| Erquery                  | 60215      | Ercuriens          | 5,91             | 592 (2022)                        | 100                |
| Étouy                    | 60225      | Étouysiens         | 9,53             | 839 (2022)                        | 88                 |
| Fitz-James               | 60234      | Fitz-Jamois        | 9,65             | 2 546 (2022)                      | 264                |
| Fouilleuse               | 60247      |                    | 2,91             | 144 (2022)                        | 49                 |
| Lamécourt                | 60345      | Lamécourtois       | 3,44             | 194 (2022)                        | 56                 |
| Maimbeville              | 60375      | Maimbevillois      | 5,75             | 385 (2022)                        | 67                 |
| Mouy                     | 60439      | Mouysards          | 9,87             | 5 339 (2022)                      | 541                |
| Neuilly-sous-Clermont    | 60451      | Neuillantais       | 7,74             | 1 591 (2022)                      | 206                |
| Nointel                  | 60464      | Nointellois        | 9,35             | 1 156 (2022)                      | 124                |
| Rémécourt                | 60529      | Rémécourtois       | 2,78             | 75 (2022)                         | 27                 |
| Saint-Aubin-sous-Erquery | 60568      | Saint-Aubinois     | 6,26             | 348 (2022)                        | 56                 |

### Démographie
| 1968   | 1975   | 1982   | 1990   | 1999   | 2009   | 2014   | 2020   |
| ------ | ------ | ------ | ------ | ------ | ------ | ------ | ------ |
| 25 741 | 28 949 | 31 071 | 33 652 | 35 044 | 36 442 | 37 064 | 37 467 |

## Administration

### Siège
Le siège de la communauté de communes est situé 9, rue Henri Breuil à Clermont.

### Élus
La communauté de communes est administrée par son conseil communautaire, composé pour la mandature 2020-2026 de 42 conseillers communautaires issus de chacune des communes membres et répartis comme de la manière suivante en fonction de leur population :

- 11 délégués pour Clermont ;

- 6 délégués pour Mouy ;

- 3 délégués pour Agnetz, Breuil-le-Vert et Bury ;
 
- 2 délégués pour Breuil-le-Sec et Fitz-James ;

- 1 délégué ou son suppléant pour les autres communes.
Au terme des élections municipales de 2020, le conseil communautaire restructuré du 7 juillet 2020 a réélu son président, Lionel Ollivier (PS), maire de Clermont, ainsi que ses 10 vice-présidents, qui sont :  
1. Jean-Philippe Vichard, maire de Breuil-le-Vert, chargé des finances ;
2. Jean-Pierre Rousselle, premier maire-adjoint d’Agnetz, chargé des travaux ;
3. Jean-Claude Pellerin, maire de Fitz-James, chargé de la mobilité et de la propreté de l’eau ;
4. Denis Dupuis, maire de Breuil-le-Sec, chargé de l’aménagement et du développement économique ;
5. Brigitte Boulanger, maire de Saint-Aubin-sous-Erquery, chargée de la petite enfance et du portage des repas ;
6. David Belval, maire de Bury, chargé du numérique ;
7. Alain Randon, maire d’Etouy, chargé de la délégation de service public ;
8. Philippe Mauger, maire de Mouy, chargé de la gestion des salles de sport, centres aquatiques et aires d’accueil pour les gens du voyage ;
9. Philippe Hesse, maire de Rémécourt, chargé du schéma de cohérence territoriale (SCoT) ;
10. Philippe Bellanger, premier maire-adjoint de Clermont, chargé de la culture et des loisirs

### Liste des présidents
| Période    | Période                      | Identité          | Étiquette | Qualité                                                                       |
| ---------- | ---------------------------- | ----------------- | --------- | ----------------------------------------------------------------------------- |
| 1960       | 1963                         | Louis Sanson      |           | Conseiller municipal de Clermont                                              |
| 1963       | 1970                         | Jean Bouet        |           | Maire de Clermont                                                             |
| 1970       | 1971                         | André Pommery     |           | Maire de Breuil-le-Sec                                                        |
| 1971       | 1976                         | André-Marc Gazeau |           | Conseiller municipal de Clermont                                              |
| 1976       | 1977                         | Guy Boulet        |           | Conseiller municipal de Breuil-le-Sec                                         |
| 1977       | 1989                         | Charles Gachelin  |           | Conseiller municipal de Clermont                                              |
| 1989       | 2014,                        | Alex Seghers      | PS        | Maire de Fitz-James (1995 → 2008)                                             |
| avril 2014 | En cours (au 8 juillet 2020) | Lionel Ollivier   | PS        | Proviseur de lycée Maire de Clermont (2004 → ) Réélu pour le mandat 2020-2026 |

### Compétences
La communauté exerce des compétences qui lui ont été transférées par l'ensemble des communes qui la composent, dans les conditions prévues par le code général des collectivités territoriales.
1 - Actions de développement économique dans les conditions prévues à l’article L. 4251-17 ; création, aménagement, entretien et gestion de zones d’activité industrielle, commerciale, tertiaire, artisanale, touristique, portuaire ou aéroportuaire ; politique locale du commerce et soutien aux activités commerciales d’intérêt communautaire  ; promotion du tourisme, dont la création d’offices de tourisme.
2 - En matière d’aménagement de l’espace communautaire : schéma de cohérence territoriale et schéma de secteur ; plan local d’urbanisme, document d’urbanisme en tenant lieu et carte communale ; zones d’aménagement concerté d’intérêt communautaire.
3 - Création ou aménagement et entretien de voirie d’intérêt communautaire.
4 - Politique du logement social d’intérêt communautaire et action, par des opérations d’intérêt communautaire, en faveur du logement des personnes défavorisées.
5 - Collecte et traitement des déchets des ménages et déchets assimilés.
6 - En matière de développement et d’aménagement de l’espace communautaire : construction, aménagement, entretien et gestion des équipements culturels, sportifs, de l’enseignement pré-élémentaire et élémentaire d’intérêt communautaire.
7 - En matière d’assainissement : assainissement collectif et assainissement non collectif.
8 - Aménagement, entretien et gestion des aires d’accueil des gens du voyage et des terrains familiaux locatifs définis aux 1° à 3° du II de l’article 1er de la loi n° 2000-614 du 5 juillet 2000 relative à l’accueil et à l’habitat des gens du voyage.
9 - Eau.
10 - Gestion des milieux aquatiques et prévention des inondations dans les conditions prévues à l’article L. 211-7 du code de l’environnement.
11 - Petite enfance : crèches, haltes garderies, RAM.
Politique globale en faveur de la petite enfance (0 à 6 ans).
- Construction, la gestion d’une structure multi-accueil : maison de la petite enfance regroupant l’accueil régulier ou occasionnel des enfants de 0 à 6 ans.
- Relais assistances maternelles.
- Crèches.
12 - Portage des repas pour les personnes âgées de 60 ans ou plus, ou en convalescence sans condition d’âge, ou titulaires d’une carte d’invalidité. 
13 - Exploitation et établissement d’infrastructures et de réseaux de télécommunications électroniques en application de l’article L.1425-1 du code général des collectivités territoriales comprenant : la coordination et le suivi de l’établissement des infrastructures et réseaux publics et privés de communications électronique à haut et très haut débit sur le territoire de la Communauté de communes du Clermontois. L’étude de l’établissement des réseaux de communications électroniques inclut l’élaboration, la mise en œuvre, la gestion et la mutualisation d’un système d’informations géographiques relatif à ces réseaux.
Le service public des réseaux et services locaux de communications électroniques au sens de l’article L.1425-1 du code général des collectivités territoriales. À ce titre, la Communauté de communes du Clermontois exerce les activités prévues à l’article L.1425-1 avec :
- l’établissement, la mise à disposition et l’exploitation d’infrastructures et réseaux de communications électroniques, ainsi que toutes les opérations qui y sont liées ;
- la fourniture des services de communications électroniques aux utilisateurs finaux en cas d’insuffisance de l’initiative privée ;
- l’élaboration, la mise en œuvre, la gestion et la mutualisation d’un système d’informations géographiques relatif aux autres informations en matière d’aménagement du territoire ;
- le développement de l’usage et la facilitation de l’accès aux technologies de l’information et de la communication ainsi qu’à l’administration électronique en faveur tant de ses membres que des administrés.
14 - Sécurité :
- Mise en œuvre et gestion d’un Conseil Intercommunal de Sécurité et de Prévention de la Délinquance ;
- Services d’incendie et de secours ;
- Création et entretien des bornes à incendie ; création et entretien des réserves artificielles pour lutter contre l’incendie.
15 - Transport
15.1 Transport des élèves scolarisés dans l’une des écoles publiques dans le cadre des activités sportives, sous réserve que les conditions cumulatives suivantes soient remplies :
- La commune d’implantation de l’école a une population inférieure ou égale à 2.000 habitants.
- La commune d’implantation de l’école ne dispose pas sur son territoire d’une salle de sports.
Les élèves concernés sont ceux qui suivent l’enseignement obligatoire et qui appartiennent à une des classes suivantes : grande section de maternelle et l’ensemble des classes relevant du cycle élémentaire.
15.2 Transport des élèves scolarisés dans une des écoles publiques ou privées dans le cadre de l’apprentissage obligatoire de la natation. Les élèves concernés sont ceux qui suivent l’enseignement obligatoire et qui appartiennent à une des classes suivantes : grande section de maternelle ou ensemble des classes relevant du cycle élémentaire.
15.3 Organisation des transports collectifs urbains réguliers et à la demande au sens du chapitre II du titre II de la loi n°82-1153 du 30 décembre 1982. Cette compétence comprend également le plan de déplacement urbain, l’acquisition des mobiliers urbains susceptibles d’équiper les points arrêt du réseau. Compétence prise depuis le 1er janvier 2019.
16. Environnement
Protection et mise en valeur de l’environnement, le cas échéant dans le cadre des schémas départementaux et soutien aux actions de maîtrise de la demande d’énergie.
Élaboration, mise en œuvre, suivi et révision de schéma d’aménagement et de gestion des eaux (SAGE) sur le territoire intercommunal.
17. Numérique
Élaboration et mise en œuvre d’une stratégie Numérique sur le territoire de la Communauté de communes du Clermontois
18. Lecture publique
Mise en œuvre d’une politique de la lecture publique dans le Pays du Clermontois, par la mise en réseau de l’ensemble des équipements et initiatives existants et l’animation de ce réseau. Harmonisation des outils et pratiques (informatique), coordination ayant pour objectif la mise en œuvre d’un projet culturel, scientifique, culturel et éducatif partagé (animation du réseau des bibliothèques, actions en direction du tout public et des publics spécifiques), développement d’actions en partenariat.
19. Festival
Organisation, gestion et suivi de toutes actions culturelles d’intérêt intercommunal (festival des arts de la rue “Divers et d’été»... ).
20. Mobilité
Étude et mise en œuvre d’actions d’intérêt intercommunal dans le domaine de la mobilité.
21. Études organisation
Étude d’intérêt intercommunal liée à l’organisation administrative de la Communauté de communes et des communes qui la composent.
22. Santé
Étude et mise en œuvre d’actions d’intérêt intercommunal dans le domaine de la Santé.
23. Service public de gestion des eaux pluviales urbaines.
24. Réalisation d‘une étude de définition du schéma directeur d’assainissement pluvial.

### Personnel
Afin de mettre en œuvre ses compétences, en 2019, l'intercommunalité employait 151 agents (76 femmes, 75 hommes), dont la moyenne d'âge était de 43,7 ans.

### Régime fiscal et budget
La Communauté de communes est un établissement public de coopération intercommunale à fiscalité propre.
Afin de financer l'exercice de ses compétences, l'intercommunalité perçoit la fiscalité professionnelle unique (FPU) – qui a succédé à la taxe professionnelle unique (TPU) – et assure une péréquation de ressources entre les communes résidentielles et celles dotées de zones d'activité.
Elle perçoit également une taxe d'enlèvement des ordures ménagères (TEOM), qui finance le fonctionnement de ce service public, et bénéficie d'une bonification de la dotation globale de fonctionnement.
La communauté de communes verse une dotation de solidarité communautaire (DSC) à ses communes membres.

## Projets et réalisations
Conformément aux dispositions légales, une communauté de communes a pour objet d'associer des « communes au sein d'un espace de solidarité, en vue de l'élaboration d'un projet commun de développement et d'aménagement de l'espace ».

### Transport public
Six des communes de l'intercommunalité, Agnetz, Breuil-le-Sec, Breuil-le-Vert, Clermont, Fitz-James et Neuilly-sous-Clermont, regroupées au sein du Syndicat intercommunal des transports collectifs de l’agglomération clermontoise (SITCAC), se dotent, le 15 décembre 2014, d'un réseau de transport en commun dénommé Lebus L'extension de ce réseau à 19 communes était alors envisagé à l'échéance 2019, afin d’étendre le réseau jusqu’aux pôles de Mouy, de Bury et de Cambronne-les-Clermont. De même, les communes de Catenoy, Nointel et Etouy ont fait part de leur souhait d'être desservies.
Le 1er janvier 2019, la Communauté de communes du Clermontois prend la compétence transport et se substitue au SITCAC, afin de permettre l'extension du réseau à d'autres communes de l'agglomération. A cette occasion, la communauté de communes souhaite étudier l'ensemble des problématiques liées à la mobilité : déplacements en bus, en train, à pieds, covoiturage, trottinettes, vélos...

### Divers et d'été
La communauté de communes du Clermontois a de nombreuses compétences dont l'action culturelle.
Dans cette optique, elle a créé avec la ville de Clermont un Festival d'arts du cirque et de la rue.
Celui-ci a lieu tous les deux ans au mois de juin, et ce depuis 2006.
C'est le moment pour tous les habitants du Clermontois de se retrouver et de partager un moment agréable dans le parc du Châtellier.

## Pour approfondir